# Saison 2025 de l'équipe cycliste masculine Jayco AlUla
La saison 2025 de l'équipe cycliste masculine Jayco AlUla est la quatorzième de cette équipe.

## Coureurs et encadrement technique

### Effectif
| Coureur                 | Date de Nais.      | Nationalité      | Équipe en 2024             | Vict. | Cont.             | Maillot dist.              |
| ----------------------- | ------------------ | ---------------- | -------------------------- | ----- | ----------------- | -------------------------- |
| Hagos Welay Berhe       | 22 octobre 2001    | Éthiopie         | Team Jayco AlUla           | 0     | 01/2023 - 12/2025 |                            |
| Koen Bouwman            | 2 décembre 1993    | Pays-Bas         | Team Visma-Lease a Bike    | 0     | 01/2025 - 12/2026 |                            |
| Filippo Conca           | 22 septembre 1998  | Italie           | Swatt Club                 | 0     | 08/2025 - 12/2027 | - Route                    |
| Alessandro De Marchi    | 19 mai 1986        | Italie           | Team Jayco AlUla           | 0     | 01/2023 - 12/2025 |                            |
| Davide De Pretto        | 19 avril 2002      | Italie           | Team Jayco AlUla           | 0     | 01/2024 - 12/2025 |                            |
| Robert Donaldson        | 8 avril 2002       | Grande-Bretagne  | Trinity Racing             | 0     | 01/2025 - 12/2026 |                            |
| Paul Double             | 25 juin 1996       | Grande-Bretagne  | Team Polti Kometa          | 1     | 01/2025 - 12/2026 |                            |
| Eddie Dunbar            | 1er septembre 1996 | Irlande          | Team Jayco AlUla           | 0     | 01/2023 - 12/2025 |                            |
| Luke Durbridge          | 9 avril 1991       | Australie        | Team Jayco AlUla           | 1     | 01/2011 - 12/2026 | - Route                    |
| Felix Engelhardt        | 19 août 2000       | Allemagne        | Team Jayco AlUla           | 0     | 01/2023 - 12/2025 |                            |
| Anders Foldager         | 27 juillet 2001    | Danemark         | Team Jayco AlUla           | 0     | 01/2024 - 12/2025 |                            |
| Patrick Gamper          | 18 février 1997    | Autriche         | Red Bull-Bora-Hansgrohe    | 0     | 01/2025 - 12/2026 |                            |
| Dylan Groenewegen       | 21 juin 1993       | Pays-Bas         | Team Jayco AlUla           | 3     | 01/2022 - 12/2025 |                            |
| Chris Harper            | 23 novembre 1994   | Australie        | Jayco AlUla                | 1     | 01/2023 - 12/2025 |                            |
| Alan Hatherly           | 15 mars 1996       | Afrique du Sud   | Cannondale Factory Racing  | 1     | 01/2025 - 12/2026 | - Contre-la-montre         |
| Asbjørn Hellemose       | 15 janvier 1999    | Danemark         | ASD Swatt Club             | 0     | 01/2025 - 12/2025 |                            |
| Michael Hepburn         | 17 août 1991       | Australie        | Team Jayco AlUla           | 0     | 01/2011 - 12/2025 |                            |
| Christopher Juul-Jensen | 6 juillet 1989     | Danemark         | Team Jayco AlUla           | 0     | 01/2016 - 12/2025 |                            |
| Jelte Krijnsen          | 12 mai 2001        | Pays-Bas         | Parkhotel Valkenburg       | 0     | 01/2025 - 12/2026 |                            |
| Michael Matthews        | 26 septembre 1990  | Australie        | Team Jayco AlUla           | 1     | 01/2021 - 12/2025 |                            |
| Luka Mezgec             | 27 juin 1988       | Slovénie         | Team Jayco AlUla           | 0     | 01/2016 - 12/2026 |                            |
| Kelland O'Brien         | 22 mai 1998        | Australie        | Team Jayco AlUla           | 0     | 01/2022 - 12/2025 |                            |
| Ben O'Connor            | 25 novembre 1995   | Australie        | Decathlon AG2R La Mondiale | 1     | 01/2025 - 12/2026 |                            |
| Luke Plapp              | 25 décembre 2000   | Australie        | Team Jayco AlUla           | 3     | 01/2024 - 12/2027 | - Contre-la-montre         |
| Elmar Reinders          | 14 mars 1992       | Pays-Bas         | Team Jayco AlUla           | 0     | 08/2022 - 12/2025 |                            |
| Mauro Schmid            | 4 décembre 1999    | Suisse           | Team Jayco AlUla           | 3     | 01/2024 - 12/2026 | - Route - Contre-la-montre |
| Campbell Stewart        | 12 mai 1998        | Nouvelle-Zélande | Team Jayco AlUla           | 0     | 01/2022 - 12/2025 |                            |
| Jasha Sütterlin         | 4 novembre 1992    | Allemagne        | Bahrain Victorious         | 0     | 01/2025 - 12/2026 |                            |
| Max Walscheid           | 13 juin 1993       | Allemagne        | Team Jayco AlUla           | 0     | 01/2024 - 12/2025 |                            |
| Filippo Zana            | 18 mars 1999       | Italie           | Team Jayco AlUla           | 0     | 01/2023 - 12/2025 |                            |

## Champions nationaux, continentaux et mondiaux
| Date            | Course                                           | Maillot | Coureurs       | Pays           | Lieu       |
| --------------- | ------------------------------------------------ | ------- | -------------- | -------------- | ---------- |
| 9 janvier 2025  | Championnat d'Australie du contre-la-montre      |         | Luke Plapp     | Australie      | Perth      |
| 12 janvier 2025 | Championnat d'Australie de cyclisme sur route    |         | Luke Durbridge | Australie      | Perth      |
| 7 février 2025  | Championnat d'Afrique du Sud du contre-la-montre |         | Alan Hatherly  | Afrique du Sud | Midvaal    |
| 26 juin 2025    | Championnat de Suisse du contre-la-montre        |         | Mauro Schmid   | Suisse         | Steinmaur  |
| 29 juin 2025    | Championnat de Suisse de cyclisme sur route      |         | Mauro Schmid   | Suisse         | Fischingen |